# Lethwei

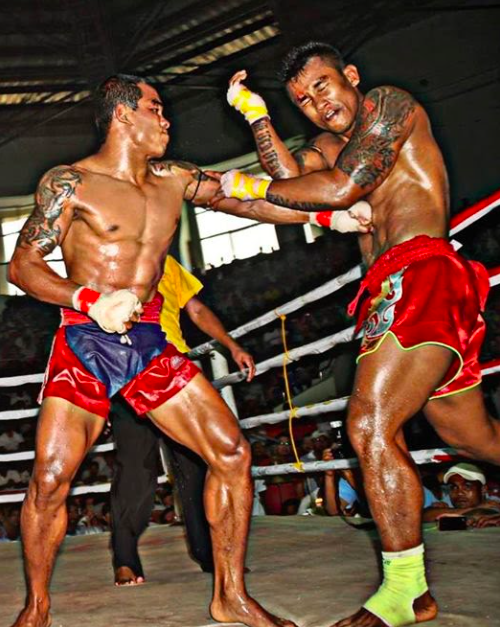
Tway Ma Shaung och Saw Shark vid Thein Phyu Stadion i Yangon, 2009

Lethwei (burmesiska: လက်ဝှေ့) eller Burmesisk boxning är en cirka 1000 år gammal fullkontaktsport från Myanmar där man kombinerar slag, sparkar och skallningar med klinchtekniker. Utövarna slåss utan handskar, med bara lindade händer. Lethwei är delvis inspirerat av kinesiska och indiska kampsporter.
Lethwei kallas ofta en niopunkters, eller nio lemmars, kampsport: fötter, ben, armbågar, händer och huvud.

## Mästare
I motsats till i princip all annan kampsport i världen finns en överordnad mästerskapstitel utfärdad av Myanmar själva: "The Golden Belt". Organisationsmästare (motsvarande UFC-mästare för MMA, WBO-mästare för boxning etc.) har börjat dyka upp men den högsta titeln är fortfarande förbehållen en enda person i världen per viktklass.

## Modernisering

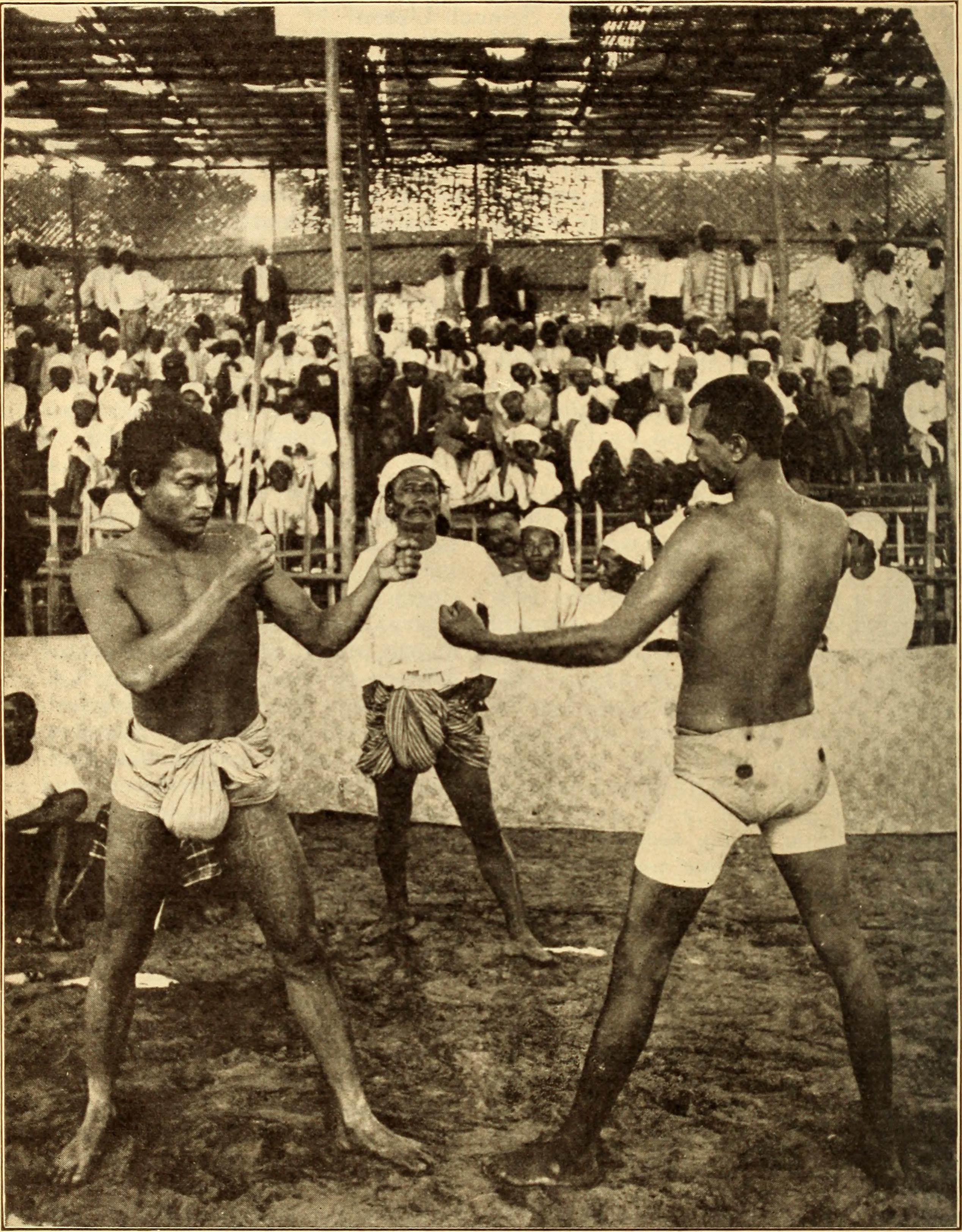

2016 lanserade den nya organisationen World Lethwei Championship ett modifierat regelverk för att försöka göra Lethwei mer internationellt gångbart och TV-mässigt. Under de nya reglerna utser domarna en vinnare även om ingen atlet knockats och skadetimeoutregeln är struken. De knöt även den internationella lethweistjärnan, Golden Belt öppna viktklassmästaren Dave "The Nomad" Leduc (även känd i Myanmar som "ဒေဝ"), till sig via exklusivt kontrakt och har dessutom skrivit ett sändningsavtal med ONE för att försöka sälja in sporten internationellt.

## Regler

### Ronder
En lethweimatch går i 5 stycken 3-minuters ronder med 2 minuters vila mellan ronderna.

### Tillåtna tekniker
- Alla typer av slag
- Alla typer av armbågar
- Alla typer av knän
- Alla typer av sparkar
- Skallningar
- Svep och kast
- Klinch

Lethwei är dock en stående sport så inga sparkar mot en liggande motståndare tillåts, däremot är till exempel en fotbollsspark mot en fallande motståndare accepterad.

### Utrustning och skydd
Lethweis regler förbjuder användandet av handskar.
- En utövare får endast använda tejp, gasväv och eltejp på fötter och händer.
- En utövare får endast ha på sig ett par shorts. Inga skor, ingenting på överkroppen.
- En utövare måste använda suspensoar
- En utövare måste använda tandskydd

De tävlande måste linda händerna framför domarna som ska godkänna det.

## Resultat

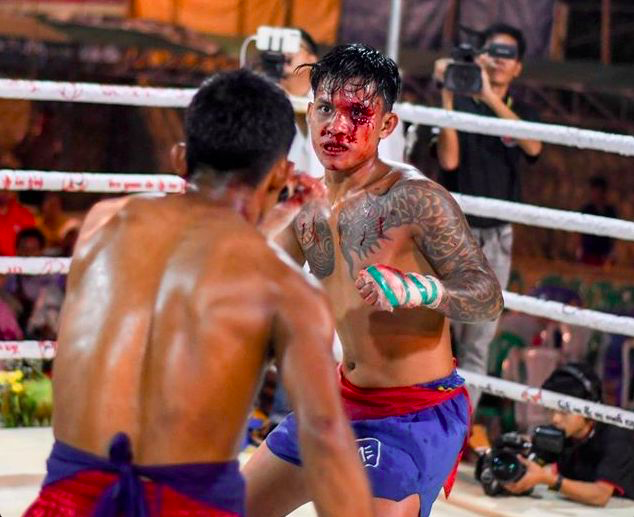

### Poäng
Lethwei har inget poängsystem. En match kan endast vinnas genom KO, TKO eller skada och om motståndaren är oförmögen att fortsätta eller hörnan kastar in handduken. Om båda utövarna står upp efter femte rondens slut döms matchen oavgjord. 

### Avslut
- KO är när en utövare faller till golvet medvetslös, hänger på repen medvetslös, eller är oförmögen att ställa sig upp och försvara sig själv inom 20 sekunder (en 10-räkning med två sekunders intervaller).
- TKO utdöms om en utövare är i en sådan position att en fortsatt match kan skada honom allvarligt. Ringläkaren är den som utdömer TKO.
- 3-räkningsregeln Om en utövare får tre räkningar mot sig i samma rond döms matchen som en KO-förlust för denne.
- 4-räkningsregeln Om en utövare får fyra räkningar mot sig under loppet av hela matchen döms matchen som en KO-förlust för denne.

Om någon tar en räkning måste det vara minst en 8-räkning.

### Timeout för skada
Om en utövare blir utslagen kan han ta en extra två minuters timeout för att kvickna till och besluta om han vill fortsätta matchen eller inte. Den extra timeouten får endast användas en gång per match.
- Den extra timeouten får inte användas i den femte ronden.
- Användandet av timeouten räknas som en nedslagning.

## Ritualer
Sporten omgärdas av flera ritualer såsom öppningsceremonier (kato bue), boxningsdans (lai ka) utförd av de tävlandes inför matcherna samt traditionell musik spelad av orkester under ronderna för att ge en specifik inramning.

### Gester
Lekkha moun
"Att utmana sin motståndare med mod och respekt". En traditionell gest som utförs genom att vänster hand läggs i höger armhåla och en kupad högerhand slår slutet av vänster överarm/inre vecket på vänster armbåge tre gånger. Gesten utförs i början av utövarens Lethwei yay. Lekkha moun är utformad för att efterapa en rovfågels vingslag när den varnar motståndare eller innan jakt.
Lethwei yay
kan beskrivas som en stridsdans. Inte olik en maorisk haka eller thaiboxningens wai kru. Den utförs innan en match börjar och kan även utföras som en segerdans.

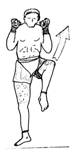
lai ka
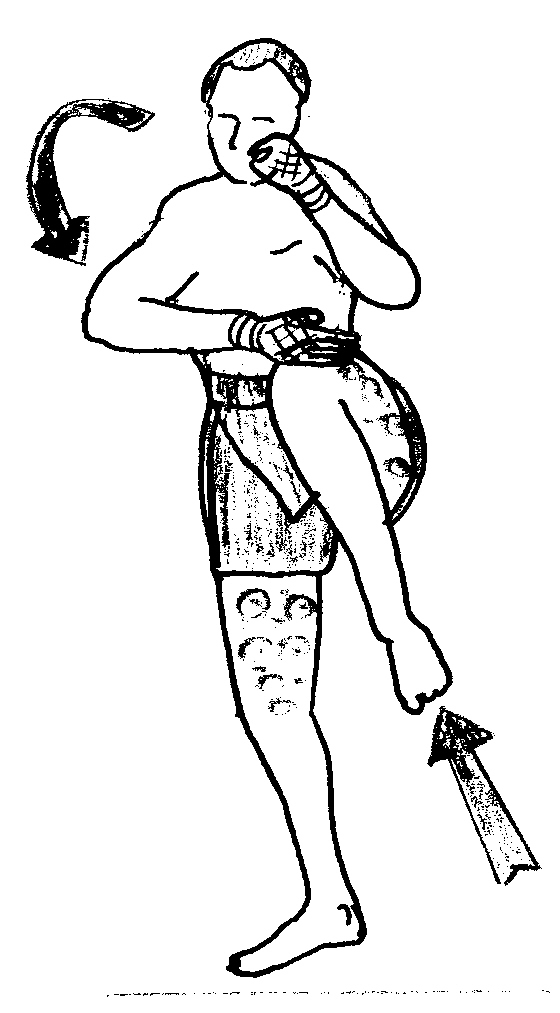
Let Khamonghkhat